# Didier Pironi
Didier Joseph Louis Pironi ( Villecresnes, Francuska, 26. ožujka 1952. – Isle of Wight, Engleska, 23. kolovoza 1987. ) bio je francuski vozač automobilističkih utrka.